# Kazimierz Kęs
Kazimierz Jan Kęs (ur. 4 sierpnia 1951 w Opolu) – polski działacz partyjny i samorządowy, inżynier, w latach 1983–1990 naczelnik i prezydent Nowej Soli, były przewodniczący rady miejskiej w Nowej Soli i rady powiatu nowosolskiego.

## Życiorys
Ukończył technikum mechaniczne w Opolu i następnie studia z inżynierii mechanicznej w Wyższej Szkole Inżynierskiej w Opolu. Początkowo pracował jako inżynier w Opolu, w 1978 zatrudniony w Dolnośląskich Zakładach Metalurgicznych „Dozamet” w Nowej Soli. Działacz Polskiej Zjednoczonej Partii Robotniczej. Od 1983 do 1990 zajmował stanowisko ostatniego komunistycznego włodarza Nowej Soli (początkowo jako naczelnik, następnie od 1989 jako prezydent miasta).
W III RP kontynuował działalność polityczną w ramach Sojuszu Lewicy Demokratycznej. Od 1994 do 2006 przez trzy kadencje zasiadał w radzie miasta i powiatu, w tym przez jedną kadencję jako członek zarządu miasta. Zajmował stanowisko przewodniczącego rady miejskiej w Nowej Soli (1998–2002) i rady powiatu nowosolskiego (2002–2006). W 2006 nie został do niej ponownie wybrany, kandydował też bez powodzenia m.in. w 2001 do Sejmu, 2009 do Parlamentu Europejskiego i 2010 do sejmiku lubuskiego. W 2010 ubiegał się o prezydenturę Nowej Soli, zajął trzecie miejsce z poparciem ponad 4% głosujących. Przez dziesięć lat kierował przedsiębiorstwem „Czysta Odra” zajmującym się budową oczyszczalni ścieków, zasiadał w radach nadzorczych różnych spółek komunalnych (m.in. Agencji Rozwoju Regionalnego w Zielonej Górze). Od 2002 do 2008 kierował Wojewódzkim Funduszem Ochrony Środowiska i Gospodarki Wodnej w Zielonej Górze. W kolejnych latach udzielał się jako konsultant Banku Światowego przy projektach w Mołdawii, kierował także przedsiębiorstwem wodno-kanalizacyjnym w Sławie.
Żonaty, ma trzech synów.

## Odznaczenia
Odznaczony Brązowym (1986) i Złotym (2003) Krzyżem Zasługi, a także odznaką honorową „Za Zasługi dla Ochrony Środowiska i Gospodarki Wodnej” (2004).